# Hans von Winterfeld
Hans Karl August von Winterfeld (né le 27 février 1857 à Prenzlau et mort le 15 novembre 1914 à Wiesbaden) est un général prussien d'infanterie et gouverneur de la forteresse de Metz.

## Biographie
Le fils du major Karl von Winterfeld et de Betty Baath est adjudant de la 34e brigade d'infanterie (de) à Schwerin. Après avoir commandé un bataillon de 1899 à 1902, il est lieutenant-général et commandant de la 35e division d'infanterie du 22 avril au 18 novembre 1912, puis de la 17e division d'infanterie du 4 février 1913 au 2 mars 1914. Winterfeld devient ensuite gouverneur de la forteresse stratégique de Metz.
Il occupe ce poste bien au-delà du début de la Première Guerre mondiale.
Il est marié avec Martha von Horn (1860-1934). Winterfeld décède à Wiesbaden en novembre à l'âge de 58 ans. Hans von Winterfeld et sa femme trouvent leur dernière demeure au cimetière des Invalides de Berlin . La tombe est marquée d'une pierre de restitution.

## Prix
- Ordre de l'Aigle rouge de 2e classe avec étoile et feuilles de chêne[4]
- Ordre de la Couronne de 2e classe avec étoile[4]
- Croix de décoration de service prussien[4]
- Commandant de 2e classe de l'Ordre du Lion de Zaeringen[4]
- Ordre du mérite militaire bavarois de 3e classe[4]
- Chevalier de 1re classe de l'Ordre d'Henri le Lion[4]
- Croix d'honneur de 2e classe de l'Ordre de la Maison de Lippe[4]
- Grand-Croix de l'Ordre du Griffon[4]
- Chevalier d'honneur de 1re classe de l'Ordre du Mérite du duc Pierre-Frédéric-Louis[4]
- Grand-Croix de l'Ordre de Dannebrog[4]
- Commandeur de l'Ordre de la Couronne d'Italie[4]
- Ordre de la Couronne de fer de 3e classe[4]